# Домбрувка (гміна)
Гміна Домбрувка (пол. Gmina Dąbrówka) — сільська гміна у центральній Польщі. Належить до Воломінського повіту Мазовецького воєводства.
Станом на 31 грудня 2011 у гміні проживало 7636 осіб.

## Площа
Згідно з даними за 2007 рік площа гміни становила 109.05 км², у тому числі:
- орні землі: 71.00%
- ліси: 20.00%

Таким чином, площа гміни становить 11.41% площі повіту.

## Населення
Станом на 31 грудня 2011:
| Опис     | Загалом | Загалом | Чоловіки | Чоловіки | Жінки | Жінки |
| -------- | ------- | ------- | -------- | -------- | ----- | ----- |
| одиниця  | осіб    | %       | осіб     | %        | осіб  | %     |
| все      | 7636    | 100     | 3806     | 49.84    | 3830  | 50.16 |
| міське   | 0       | 100     | 0        |          | 0     |       |
| сільське | 7636    | 100     | 3806     | 49.84    | 3830  | 50.16 |

## Сусідні гміни
Гміна Домбрувка межує з такими гмінами: Забродзе, Клембув, Радзимін, Сомянка, Тлущ.